# Pozas (Ciales)
Pozas es un barrio ubicado en el municipio de Ciales en el Estado Libre Asociado de Puerto Rico. En el Censo de 2010 tenía una población de 1430 habitantes y una densidad poblacional de 78,57 personas por km².

## Geografía
Pozas se encuentra ubicado en las coordenadas 18°16′17″N 66°28′39″O / 18.27139, -66.47750. Según la Oficina del Censo de los Estados Unidos, Pozas tiene una superficie total de 18.2 km², que corresponden a tierra firme.

## Demografía
Según el censo de 2010, había 1430 personas residiendo en Pozas. La densidad de población era de 78,57 hab./km². De los 1430 habitantes, Pozas estaba compuesto por el 90.77% blancos, el 5.17% eran afroamericanos, el 0.21% eran amerindios, el 2.1% eran de otras razas y el 1.75% pertenecían a dos o más razas. Del total de la población el 99.65% eran hispanos o latinos de cualquier raza.